# Обсерватория солнечной динамики
Обсерватория солнечной динамики (англ. Solar Dynamics Observatory, SDO) — космическая обсерватория НАСА для изучения Солнца, рассчитанная на 5 лет работы. Была запущена 11 февраля 2010 года в рамках программы «Жизнь со Звездой» (Living With a Star, LWS). Целью программы LWS является развитие научных знаний, необходимых для эффективного решения аспектов Солнечно-Земных связей, которые непосредственно влияют на жизнь и общество.
Целью SDO является понимание влияния Солнца на Землю и околоземное пространство путём изучения солнечной атмосферы на малых масштабах времени и пространства и во многих длинах волн единовременно.
По состоянию на февраль 2020 года ожидается, что космический аппарат будет работоспособным до 2030 года. 11 ноября 2024 серверная, в которой хранятся данные  обсерватории была затоплена. На данный момент идёт ремонт серверной. В настоящее время серверы данных SDO отключены, пока оценивается и устраняется ущерб. Это означает, что все данные HMI и AIA от SDO будут недоступны до завершения ремонта и перезапуска трубопровода, и, таким образом, никакие данные от SDO за период после 2024-11-26 не будут отображаться на страницах солнечной активности. В 12:00 по тихоокеанскому времени 4 февраля 2025 года ремонтные работы завершены

## Научная аппаратура
На борту SDO находится аппаратура, способная получать 12 различных видов изображений Солнца. Один снимок SDO имеет размер 4096 на 4096 пикселей, что позволяет учёным наблюдать на поверхности Солнца детали с угловым размером 0,6 секунды. Аппарат передаёт снимки на Землю каждые 12 секунд, что составляет около 3 терабайт данных в сутки. В период с 2010 по 2015 было собрано около 2600 терабайт данных, в том числе 200 млн фотографий.
На борту SDO стоит 4 телескопа диаметром 20 см, у которых поле зрения 41 угловая минута. В каждом телескопе стоит по 2 разных фильтра, которые позволяют получать изображения в двух разных диапазонах (ультрафиолет и рентгеновский диапазон).

## Инциденты
26 ноября серверные комнаты были затоплены. На время обсерватория была отключена до завершения ремонта. Затопленный центр обработки данных в Стэнфордском университете вывел из строя операции по обработке данных для двух космических аппаратов NASA, изучающих Солнце.  Инцидент произошёл 26 ноября, когда лопнула труба шириной 4 дюйма (10 сантиметров) и вода залила пол и потолок в здании Стэнфордского университета, серьёзно повредив примерно 20% компьютерных систем в лаборатории, которые обрабатывают и распределяют данные с SDO, а также с космического аппарата IRIS (Interface Region Imaging Spectrograph). В 12:00 по тихоокеанскому времени 4 февраля 2025 года ремонтные работы завершены